# 绵羊谷区
绵羊谷区（Contrada di Valdimontone）是意大利锡耶纳的17个堂区之一。位于城市东南，靠近罗马门（Porta Romana）。传统上，该区居民为裁缝。
该区标志为一只加冕的绵羊。区旗为红色和黄色，镶白色边，还有代表翁贝托一世的字母"u"。
该区盟友为波浪区。敌人是贝壳区。
该区的主保是圣母玛利亚，庆祝日是4月15日。该区格言为“在我突然倒塌的墙下”（Sotto il mio colpo la muraglia crolla）。
该区最后一次在锡耶纳赛马节中获胜是在1990年8月16日。历史上该区共获胜43次。